# Rico suave
«Rico Suave» es un sencillo de 1990 del rapero y cantante ecuatoriano Gerardo. Apareció en su álbum Mo' Ritmo de 1991. La pista alcanzó el número 7 en la lista Billboard Hot 100 del 13 de abril de 1991, y alcanzó el número 2 en la lista Hot Rap Singles una semana antes. En la canción, el narrador cuenta su suerte con las mujeres y su estilo de vida amante de las damas.
La canción ocupa el puesto número 100 en "100 Greatest Songs of the 90s"  de VH1 y el número 9 en "100 Greatest One Hit Wonders" de VH1. También ocupó el puesto 37 en la lista de Blender de las "50 peores canciones de la historia".
La canción contiene muestras de «Give It Up or Turnit a Loose» de James Brown y «Chamo Candela» del grupo venezolano de pop tropical/dance Daiquirí.

## Listado de pistas

### Sencillo Maxi-CD
1. "Rico Suave" (Spanglish version) – 3:29
2. "Rico Suave" (Mo' Ritmo dance version) – 7:15
3. "Rico Suave" (all Spanish version) – 4:17

### Sencillo de 12"
1. "Rico Suave" (Spanglish version) – 4:09
2. "Rico Suave" (The More English Edit) – 3:29
3. "Rico Suave" (Mo' Ritmo dance version) – 7:15
4. "Rico Suave" (Spanish version) – 4:17

### Sencillo remezclado
1. "Rico Suave" – 4:09
2. "Rico Suave" (Spanish version) – 4:17
3. "Rico Suave" (Instrumental Energize Mix) – 4:09

## Video musical
El video del sencillo presenta a Gerardo y varios bailarines de respaldo masculinos. Gerardo usa una chaqueta de cuero abierta. Los bailarines de respaldo usan camisetas blancas debajo de sus chaquetas de traje de gran tamaño.
La introducción del video consiste en el cantante y dos bailarines de respaldo en cuclillas frente a un rascacielos de espaldas a la cámara. Cerca del final del video, Gerardo se quita la chaqueta.
La versión bilingüe del video también detalla el encuentro de Gerardo con los padres de su cita, quienes parecen menos que emocionados con Gerardo.
El video fue nominado a dos MTV Video Music Awards por Mejor Video Masculino y Mejor Artista Nuevo.

## Posicionamiento en listas

### Listas semanales
| Lista (1991)                | Posición más alta |
| --------------------------- | ----------------- |
| Australia (ARIA Charts)     | 87                |
| US Billboard Hot 100        | 7                 |
| US Billboard Hot Rap Tracks | 2                 |

### Listas anuales
| Lista de fin de año (1991)     | Posición más alta |
| ------------------------------ | ----------------- |
| US Top Pop Singles (Billboard) | 89                |

## Parodias
"Weird Al" Yankovic grabó una parodia titulada "Taco Grande" sobre un hombre que visita un restaurante mexicano, con Cheech Marin hablando español rápido en el puente. (Marín, que en realidad no habla español con fluidez, necesitó la ayuda de una secretaria de una compañía discográfica de habla hispana para grabar su parte). Fue lanzado en su álbum de 1992 Off the Deep End.
Saturday Night Live presentó una parodia que mostraba a artistas del pasado de "one-hit wonder". Entre ellos estaba Gerardo (interpretado por Horatio Sanz) quien se llamaba a sí mismo "Rico Suave" como si fuera su verdadero nombre.
Un episodio de Pinky and the Brain presentó una trama en la que Cerebro creó un nuevo alter ego para Pinky, "Pinky Suavo" para hipnotizar al mundo.
Sonic hace referencia a la canción en un cómic promocional del juego Sonic the Hedgehog. En un episodio de Beavis and Butt-head en la clase de español, Butt-head usó Rico Suave como una palabra en español.

## Certificaciones
El sencillo posee una certificación de la RIAA en Oro por lograr más de 500000 ventas.